# Giuseppe Tellera
Giuseppe Tellera, né le 14 mars 1882 à Bologne en Italie et mort au combat le 7 février 1941 à Beda Fomm en Libye, est un général de l'armée italienne pendant la Seconde Guerre mondiale.

## Carrière au sein de la10earmée
Le 23 décembre 1940, le général Tellera prend le commandement de la 10e armée italienne du lieutenant-général Italo Gariboldi. À l'époque, la dixième armée tentait d'arrêter l'opération britannique Compass, qui avait commencé le 9 décembre avec l'attaque de Nibeiwa. Au début de l'offensive, la dixième armée se composait de quatre corps d'armée avec neuf divisions et deux groupes blindés de la taille d'une brigade. Cependant, le 23 décembre, la 1re division libyenne « Sibille », la 2e division libyenne « Pescatori », la 4e division « 3 Gennaio » et le groupe « Maletti » avaient été vaincus lors de la bataille de Sidi Barrani, tandis que la 1re division « 23 Marzo », la 2e division « 28 Ottobre », la 62e division d'infanterie « Marmarica », la 63e division d'infanterie « Cirene » et les restes de la 64e division d'infanterie « Catanzaro » furent encerclés à Bardia, ne laissant Tellera qu'avec la 61e division d'infanterie « Sirte » et le groupe « Babini ».
Tellera, qui avait déjà servi comme officier d'état-major pendant la Première Guerre mondiale sur le front italien et avait été chef d'état-major des généraux Balbo et Graziani, entreprit de construire une défense avec les renforts qu'il recevait. La 61e division d'infanterie « Sirte » est envoyée en garnison à Tobrouk, tandis que le reste des unités stationnent près de Gazala. Après la capture de Bardia et Tobrouk par les forces britanniques, Tellera ordonna à la 60e division d'infanterie « Sabratha » nouvellement arrivée de mettre en place une ligne défensive entre Derna et Al Qubbah, tandis que le groupe « Babini » prenait position à Mechili.
Le 24 janvier 1941, la 7e division blindée britannique déloge le groupe lors de l'action de Mechili, tandis que la 6e division australienne attaque Sabratha le 25 janvier. Le 29 janvier, Tellera ordonna une retraite générale le long de la route Via Balbia en direction de Benghazi. Cependant, la Combeforce de John Combe avait déjà bloqué la route à Beda Fomm. Les Italiens tentèrent une percée les 6 et 7 février qui mena à la bataille de Beda Fomm. Tellera et ses hommes se livrèrent une bataille acharnée dans un char Fiat M13/40, mais les attaques frontales répétées — bien que mal coordonnées — des blindés italiens furent vaines et les derniers vestiges de la dixième armée furent forcés à la reddition. Après la bataille, les forces britanniques le trouvèrent dans son char en partie détruit et il mourut des suites de ses blessures à l'hôpital le lendemain. Frappée par sa résistance héroïque, l'armée britannique l'enterra avec les honneurs militaires à Benghazi.

### Distinctions
Pour sa bravoure au combat, le lieutenant-général Tellera reçut à titre posthume la Médaille d'or de la valeur militaire, la plus haute décoration militaire de l'armée italienne.